# Scrubs

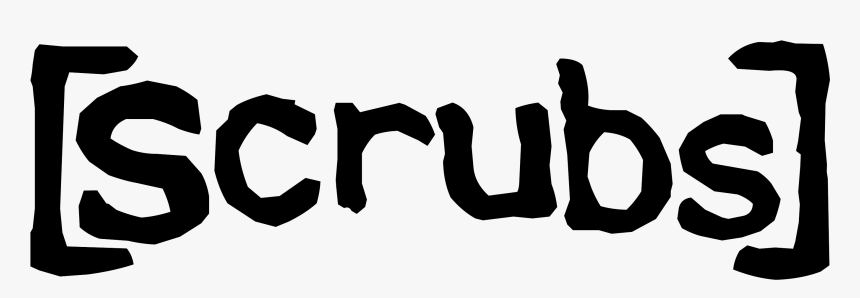

Scrubs (estilizado como [scrubs]) es una serie de televisión estadounidense creada por Bill Lawrence, que se emitió desde el 2 de octubre de 2001 por la cadena NBC hasta el 17 de marzo de 2010 por ABC.
La serie toma su nombre de la indumentaria del personal sanitario de un hospital y enfoca en las vidas personales y profesionales de los empleados del hospital docente Sacred Heart (Sagrado Corazón). Ofrece personajes parlanchines, bromistas, con diálogos a ritmo rápido, surrealista, con imágenes que se presentan como ensoñaciones de los personajes principales, principalmente desde  el punto de vista del doctor John Dorian (alias J.D.) interpretado por Zach Braff. El elenco principal de todas las temporadas, excepto la última, estuvo formado por Braff, Sarah Chalke, Donald Faison, Neil Flynn, Ken Jenkins, John C. McGinley y Judy Reyes. La serie contó con múltiples apariciones especiales de actores como Brendan Fraser, Heather Graham, Michael J. Fox, Matthew Perry y Colin Farrell.
Aunque el último capítulo de la octava temporada, "My Finale", fue concebido y filmado como un final de serie, el programa finalmente fue revivido para una novena temporada subtitulada Med School, con el escenario trasladado a una escuela de medicina y nuevos miembros del elenco presentados. Del elenco original, sólo Braff, Faison y McGinley siguieron siendo miembros regulares del elenco, mientras que otros (excepto Reyes) hicieron apariciones especiales; Kerry Bishé, Eliza Coupe, Dave Franco y Michael Mosley se convirtieron en habituales de la serie, y Bishé se convirtió en la narradora del programa.
Durante la séptima temporada, NBC anunció que no renovaría el programa; ABC anunció que había retomado la octava temporada de la serie, destinada a ser la última temporada, que comenzó a transmitirse el 6 de enero de 2009. Una novena temporada, subtitulada Med School, se estrenó el 1 de diciembre de 2009 y el 14 de mayo de 2010, ABC canceló oficialmente la serie.

## Descripción de la serie

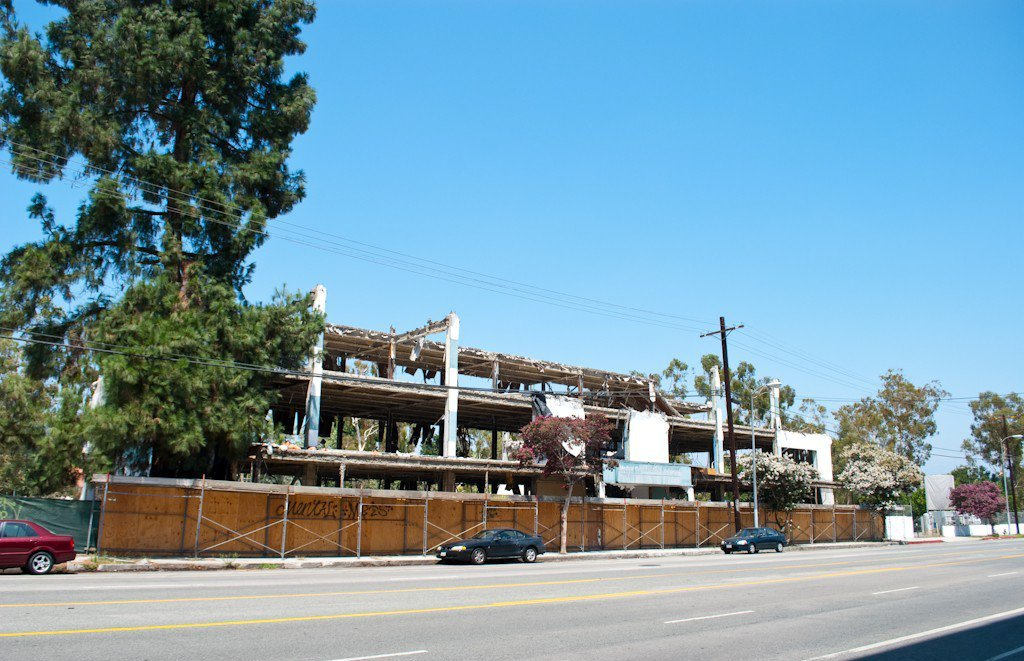
Scrubs (tv series) Set\Filming Location - August 2011 - North Hollywood - Los Angeles - California

La acción se centra en las vidas personales y profesionales de una serie de personajes que trabajan en un inusual hospital llamado Sacred Heart (Sagrado Corazón). El punto de partida es la llegada de un grupo de nuevos internos: John “J.D” Michael Dorian, su compañero de universidad y cirujano Chris Turk y la algo trastornada Elliot Reid. Ellos se cruzarán con otros personajes como el Dr. Bob Kelso, jefe de medicina; el sarcástico Dr. Perry Cox, que aunque demuestra desprecio hacia el nuevo grupo, usualmente prestará gran ayuda a algunos, sobre todo a J.D que lo considera su tutor; y por último la enfermera Carla Espinosa (cambiada a "Spinoza" en la versión de España, reflejando el cambio de origen hecho en el doblaje).
Los capítulos son relatados en primera persona con una estructura de varios argumentos que están temáticamente relacionados por las voces en off de J.D. Al final de cada episodio normalmente John "J.D." Dorian resume como narrador la moraleja o tema del episodio mientras se muestra una secuencia de como este ha afectado a cada uno de los personajes.
La serie se caracteriza por estar rodada usando una sola cámara por escena, en contraposición a otras producciones que usan varias al mismo tiempo, y también por la carencia de risas enlatadas, que es de uso corriente en la mayoría de las comedias de situación estadounidenses.

## Reparto

### Principal
- Dr. Jonathan Michael "J.D." Dorian (Zach Braff): Médico interno del hospital del Sacred Heart. "J.D." es el narrador de los episodios de la serie. Es el mejor amigo de Turk, al cual conoce desde el instituto, con el que lleva una relación bastante sincera pero inmadura, debido a sus particulares juegos. Tiene el hábito de soñar despierto, imaginándose situaciones poco realistas y muy exageradas. A pesar de algunos defectos y de ser muy inseguro, es un doctor bastante competente y que ama su trabajo. Ha tenido numerosos amoríos, pero el más destacable es con su amiga Elliot, con la que ha mantenido una relación amorosa con muchos altibajos. Tiene un hijo con la uróloga Kim Briggs llamado Sam, en honor a su padre fallecido. Posee una nula cultura deportiva, ama su cabello, su trasero y los appletinis (un trago poco masculino), además le teme a los centavos y a los tiburones.

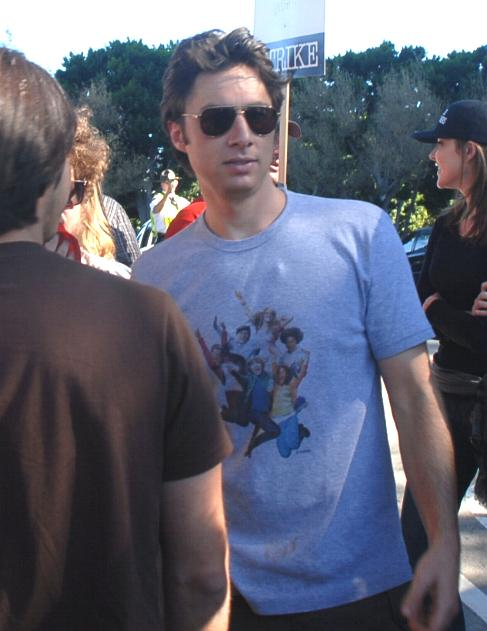
Zach Braff es John Dorian.

- Dra. Elliot Reid (Sarah Chalke): Es una médica interna del hospital especializada en endocrinología. Amiga íntima de J.D. con el cual han tenido numerosas relaciones a lo largo de la serie. Nacida en Connecticut, donde su padre fue un importante jefe de medicina. Es una persona algo hiperquinética y con numerosos defectos: tiene las manos frías por su mala circulación, no le gusta que la toquen, tiene ataques de pánico, es claustrofóbica, tiene fobia a los gérmenes y fobia a las fobias, aunque esas cosas no le impiden ser una excelente doctora. Se lleva bien con los demás médicos y con Carla, las cuales son buenas amigas, a pesar de lo difícil de la relación al principio.
- Dr. Christopher "Turk" Duncan Turk (Donald Faison): Uno de los médicos cirujanos del hospital, aunque en la octava temporada es ascendido a jefe de cirugía. Es el mejor amigo de "J.D." desde el instituto, llevando una relación como alguna vez se describió, de una "adorable pareja gay interracial". De naturaleza competitiva, siempre se obstina en ganar. Casado con Carla, con la cual tiene una bebé (Izzy) y que esperan otro (octava temporada). Es un excelente bailarín y muy deportista, generalmente se le ve jugando al baloncesto en las afueras del hospital en sus ratos libres. Padece diabetes del tipo 2 y perdió un testículo debido a un golpe que le dio su hija, lo que es motivo de constantes bromas de "J.D.". Es llamado "Turkleton" por el Dr. Kelso y "Gandhi" por el Dr. Cox. Suele confundirse con la nacionalidad de su esposa Carla, diciendo que es Puertorriqueña, lo que molesta mucho a esta.
- Carla Espinosa (Judy Reyes): Enfermera originaria de la República Dominicana, esposa de Turk, con quien tuvo un largo noviazgo hasta que acabaron casándose al final de la tercera temporada. Muy amiga de J.D. a quien protege y defiende cuando el Dr. Cox lo molesta sin razón alguna, y de Elliot, a pesar de que en un principio su relación no era de las mejores. Tiende a decirle a las personas sus defectos y darles consejos sin que se lo pregunten, aunque eso sea motivo de molestia por parte de sus cercanos, finalmente casi todos siguen sus consejos. No acepta de muy buena manera las bromas hacia su persona, por lo que cuando alguien osa hacerlo, Carla reacciona de forma muy exagerada y termina por humillarlo. Para los doblajes en español se cambia el origen del personaje, ya que con el doblaje se perderían muchas situaciones debidas a su idioma natal. En España, su origen fue cambiado a Italia y su apellido a Spinoza/Espinoza, para que las veces que habla español encajasen con el doblaje. En el doblaje hispanoamericano, decidieron cambiar su origen a Brasil.
- Dr. Percival Ulysses "Perry" Cox (John C. McGinley): Jefe de personal del hospital, luego que el Dr. Robert Kelso dejara el cargo por retiro. Fue el Jefe de medicina interna del hospital, teniendo a cargo a los nuevos internos que llegaban a este. Fue así como "J.D." vio en él un mentor y así siempre se lo demostró, a pesar de que Cox le dejaba en claro con bastante ironía y sarcasmo el desagrado hacia su persona. Médico orgulloso y bastante directo con la gente, aunque muy inteligente. A pesar de su duro carácter, se juega el 100% por sus pacientes, aunque eso le origine discusiones con sus superiores. Está separado de Jordan Sullivan (con la que tiene 2 hijos), pero con la que lleva una extraña relación amorosa que se basa en rivalidades y pesadeces.
- Dr. Robert "Bob" Kelso (Ken Jenkins): Fue el jefe de personal del Sacred Heart, hasta que se retiró en la séptima temporada. Parece que no le importaran los pacientes y solo se preocupara por la economía del hospital, pero actúa así porque es la única forma de llevar una ordenada y buena administración de Sacred Heart. Trabajaba con Ted, el abogado del hospital, al cual humilla con labores de las que no debería ocuparse. Se ganó una ración vitalicia de panecillos, por lo que visita regularmente el café del hospital. Estuvo casado con Enid que el mismo describe como obesa mórbida y neurótica, a la que amó desde la universidad. Su esposa fallece en la novena temporada. Tiene un hijo gay de nombre Harrison y un hijo asiático fruto de un amorío durante su estancia como soldado en la guerra de Corea.
- El Conserje (Neil Flynn): Es uno de los conserjes del hospital, pero es el que más aparece en la serie. Debido a un incidente en el primer día con el médico interno J.D., ambos llevan una eterna rivalidad, donde el conserje le ha hecho la vida imposible a Dorian a base de bromas. A pesar de su mala relación con J.D., se lleva muy bien con Elliot, de la cual se enamoró un tiempo. Es un tipo de casi 2 metros de estatura, bastante raro y se sabe muy poco de él: embalsama animales, habla alrededor de 4 idiomas, es presidente del club de cerebros junto a Ted, Todd y Doug o Lloyd y una vez dio a entender que actuó en la película "El fugitivo" como policía. En el último capítulo de la serie le confiesa a Dorian su verdadero nombre, el cual es Glenn Matthews, aunque luego se refieren a él como "Tommy", volviendo a la incertidumbre de cuál es su nombre real. Sin embargo, Bill Lawrence, creador de la serie, confirmó en un vídeo de Facebook que su nombre es Glenn Matthews.

### Recurrente

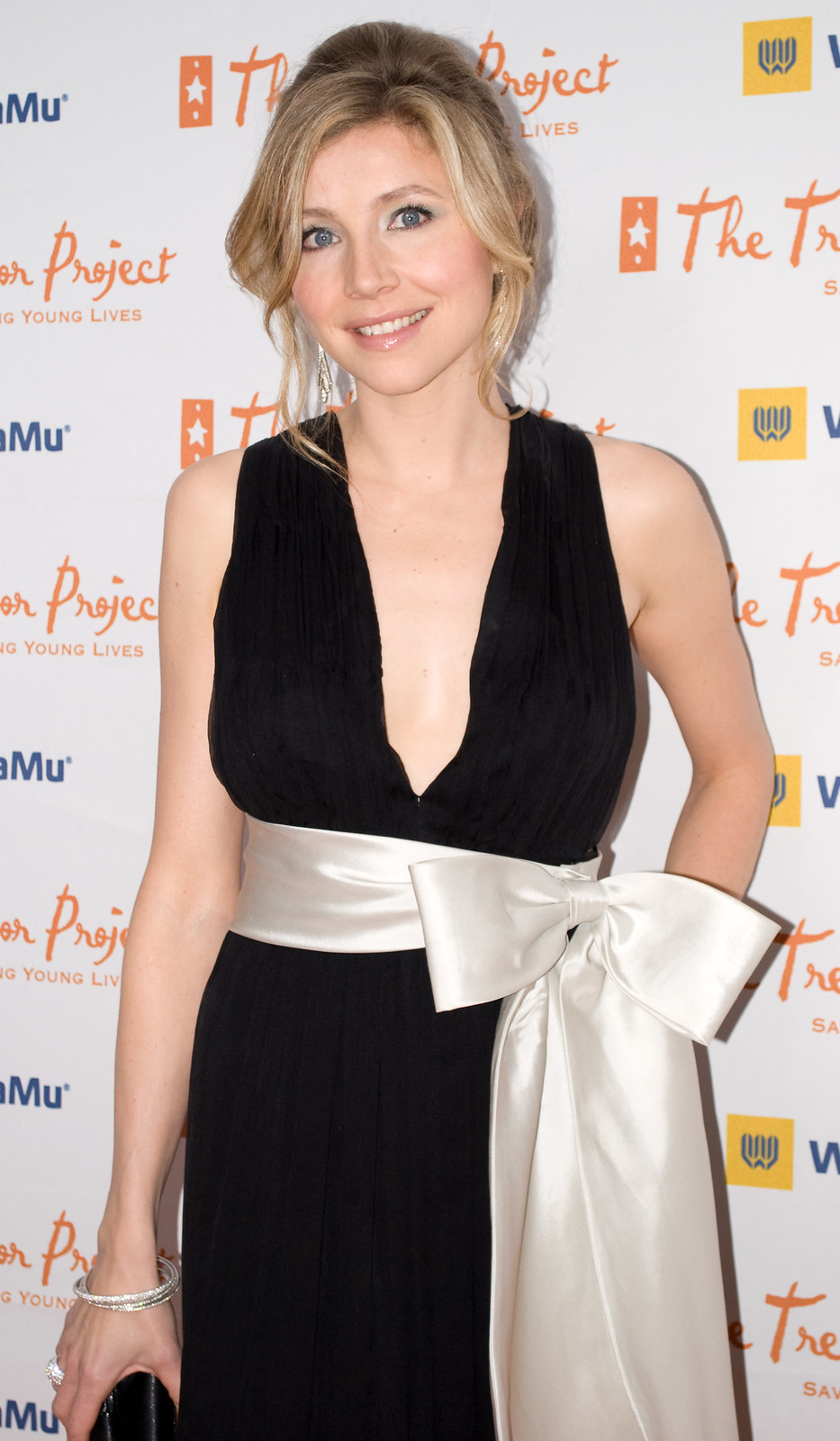
Sarah Chalke es la Dra. Elliot Reid.

- Laverne Roberts (Aloma Wright): Enfermera
- Dr. Todd Quinlan (Robert Maschio): Residente de cirugía
- Theodore "Ted" Buckland (Sam Lloyd): Abogado del hospital
- Jordan Sullivan (Christa Miller): Miembro del consejo directivo del hospital y exesposa del Dr. Cox
- Dr. Doug Murphy (Johnny Kastl): Residente de patología
- Dr. Keith Dudemeister (Travis Schuldt): Médico residente
- Dr. Wen (Charles Chun): Jefe de residentes de cirugía
- Lloyd (Mike Schwartz): Repartidor
- Dr. Lonnie (Michael Hobert): Médico residente
- Dra. Kim Briggs (Elizabeth Banks): Uróloga
- Sean Kelly (Scott Foley): Novio de la Dra. Elliot Reid en 2 ocasiones.
- Danni Sullivan (Tara Reid): Novia de J.D. en dos ocasiones, y hermana de Jordan.
- Dra. Molly Clock (Heather Graham): Psiquiatra
- Dan Dorian (Tom Cavanagh): Hermano mayor de J.D.
- Dra. Taylor Maddox (Courteney Cox): Toma el lugar del Dr. Kelso en la octava temporada.
- Franklin (Masi Oka): el analista de muestras.

### Cameos

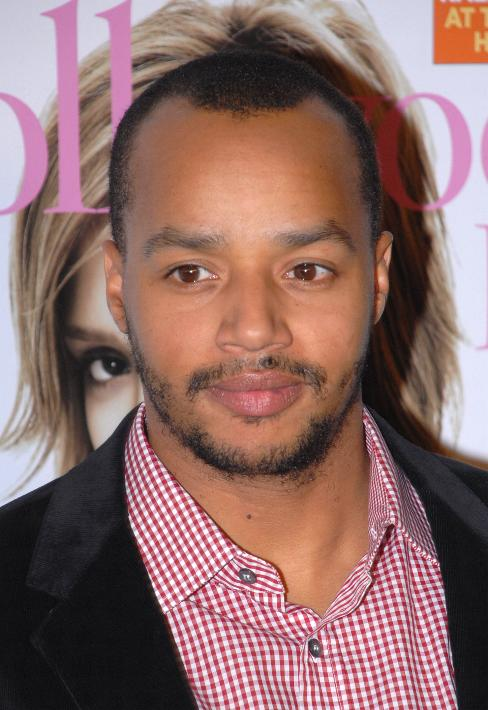
Donald Faison es Turk, mejor amigo de J.D.

- Dave Franco como Cole Aaronson estudiante de cirugía en la Universidad de Winston (temporada 9)
- Gary Busey como él mismo.
- Kelli Williams como Kristen Murphy (temporada 1, capítulo 17 y 18).
- David Copperfield como él mismo (temporada 2, capítulo 9).
- Carrot Top como él mismo (temporada 1, capítulo 13).
- Colin Farrell como Billy Callahan (temporada 4, capítulo 14).
- Michael J. Fox como el doctor Kevin Casey (temporada 3, capítulos 12 y 13).
- D.L. Hughley como el hermano de Turk.
- Brendan Fraser como Ben Sullivan (temporada 1, capítulos 22 y 23; temporada 3, capítulo 14).
- Heather Graham como la doctora Molly Clock (temporada 4, capítulos 1-8 y 19).
- Heather Locklear como Julie Keaton (temporada 2, capítulos 7 y 8).
- Mandy Moore como Julie Quinn.
- Matthew Perry como Murray Marks (temporada 4, capítulo 11).
- Tara Reid como Danni Sullivan (temporada 3, capítulos 7,8,9,10,11,13,19 y 20. temporada 4 capítulo 16)
- John Ritter como Sam Dorian, padre de J.D. (temporada 1, capítulo 19).
- Dick Van Dyke como Dr. Townshend (temporada 2, capítulo 14).
- Billy Dee Williams como el padrino de July (temporada 5, capítulo 10).
- Bill Lawrence (creador y productor ejecutivo de la serie) como un juez de paz (temporada 8, capítulo 15) y como conserje (temporada 8, capítulo 19).
- Courteney Cox como la jefa de medicina en la temporada 8.
- Ryan Reynolds como amigo de JD y Turk (temporada 2, capítulo 22).
- Nestor Carbonell como médico voluntario (temporada 3, capítulo 17).

## Producción

### Nombre de la serie
Los uniformes usados por los médicos y enfermeras consistentes en camiseta y pantalón de algodón en color azul, verde, rosa o también con un diseño, se conocen como scrubs. Estos uniformes se utilizan principalmente como ropa sobre la cual se visten los trajes esterilizados para cirugía. En la práctica, también se visten estos scrubs o uniformes cuando los médicos y personal del hospital no deben usar su ropa "de calle", o bien en cualquier ambiente que requiera de cierta higiene.
En el episodio "My First Day" un comentario del Dr. Kelso alude a un significado detrás del nombre de la serie: «Dr. Dorian, ¿se da cuenta de que usted no es más que un uniforme para mí? ¡Por Dios! La única razón por la que cargo con esta carpeta para todos lados, es para poder fingir que recuerdo sus nombres».[cita requerida]
Bill Lawrence ha declarado que tuvo dos razones para llamar de esta manera a la serie: la más obvia es la alusión al atuendo médico, y la segunda es el hecho de que la mayoría de los personajes son recién llegados de la escuela de medicina, novatos e inexpertos —conocidos en el argot médico estadounidense como scrubs—.[cita requerida]

### Consultores médicos
Los guionistas de Scrubs trabajan con varios consultores técnicos de medicina, incluyendo a los doctores Jonathan Doris, Jon Turk y Dolly Klock. Sus nombres sirven de base para los nombres de los personajes John Dorian, Chris Turk y Molly Clock (interpretados por Zach Braff, Donald Faison y Heather Graham , respectivamente). El mismo Jonathan Doris (como doctor del Sacred Heart) se despide de J.D. en el último episodio de la serie con un "adiós" en español.

### Música
La música juega un importante rol en la serie. Gran variedad de rock, pop y artistas independientes son destacados. Al final de cada episodio, se resume lo sucedido argumentalmente en este con un montaje musical, donde las canciones que lo componen son a veces elegidas incluso mucho antes que los episodios estén escritos.
Además de destacar como banda sonora, en el mismo argumento es también introducida. Un ejemplo de esto es el episodio "My Best Friend's Mistake", donde los protagonistas cantan repetidamente la canción "A Little Respect".
Los productores ampliaron el énfasis musical de Scrubs con un episodio musical a principios de la sexta temporada, llamado "My Musical ". Este episodio salió al aire el 18 de enero de 2007.

#### Tema musical
El tema musical de la serie es "Superman" del grupo Lazlo Bane, encontrado en el álbum "All the time in the world", como también en la primera banda sonora de la serie. Lawrence acredita a Zach Braff como el hombre que encontró el tema para la serie.
La versión introductora de Scrubs es más rápida que la versión normal. La original fue usada en la segunda temporada en una versión introductoria más larga que lo normal (que incluyó al Conserje en la presentación).

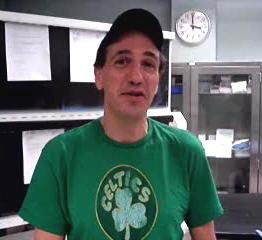
Sam Lloyd es Ted, líder de la banda "Worthless Peons".

#### Bandas sonoras
Dos bandas sonoras oficiales han sido lanzadas. La primera lo hizo el 24 de septiembre de 2002, y la segunda fue exclusiva de iTunes, lanzada a mediados de 2006. Un iMix en iTunes de la música usada por las cinco primeras temporadas también ha sido lanzado.

#### Contribuidores musicales
Colin Hay, antiguo miembro de Men At Work ha colaborado en al menos 7 episodios de la serie, incluso apareciendo en el capítulo "My Overkill", interpretando la canción "Overkill" como un músico de la calle. Ha interpretado también los temas "Down Under", "Where Everybody Knows Your Name" y "Waiting For My Real Life To Begin".
La música de Joshua Radin, amigo de Zach Braff, ha aparecido en al menos 6 episodios. Keren DeBerg también ha aportado con su música en la serie, con alrededor de 15 episodios, incluso teniendo una pequeña aparición en el episodio "My Musical" como un extra en la canción "All Right".

#### Los "Worthless Peons"
"Worthless Peons" ("Peones despreciables"), también conocidos como "Ted's Band" (La banda de Ted) es un grupo de empleados del hospital quienes forman una banda que canta a capela canciones de diversa índole. El grupo es actuado por la banda The Blanks, quienes en la vida real lo componen Sam Lloyd (Ted), George Miserlis, Paul F. Perry, y Philip McNiven. Se les ve por los pasillos del hospital interpretando temas bastante pegadizos, aunque no muy del gusto de la gente del mismo.

## Temporadas
| Temporada | Temporada | Episodios | Episodios | Emisión original         | Emisión original    | Emisión original |
| Temporada | Temporada | Episodios | Episodios | Primera emisión          | Última emisión      | Cadena           |
| --------- | --------- | --------- | --------- | ------------------------ | ------------------- | ---------------- |
|           | 1         | 24        | 24        | 2 de octubre de 2001     | 21 de mayo de 2002  | NBC              |
|           | 2         | 22        | 22        | 26 de septiembre de 2002 | 17 de abril de 2003 | NBC              |
|           | 3         | 22        | 22        | 2 de octubre de 2003     | 4 de marzo de 2004  | NBC              |
|           | 4         | 25        | 25        | 31 de agosto de 2004     | 10 de mayo de 2005  | NBC              |
|           | 5         | 24        | 24        | 3 de enero de 2006       | 16 de mayo de 2006  | NBC              |
|           | 6         | 22        | 22        | 30 de noviembre de 2006  | 17 de mayo de 2007  | NBC              |
|           | 7         | 11        | 11        | 25 de octubre de 2007    | 1 de mayo de 2008   | NBC              |
|           | 8         | 18        | 18        | 6 de enero de 2009       | 6 de mayo de 2009   | ABC              |
|           | 9         | 13        | 13        | 1 de diciembre de 2009   | 17 de marzo de 2010 | ABC              |

La primera temporada se compone de 24 episodios. 22 son los episodios de las siguientes 2 temporadas (segunda y tercera). De 25 episodios se compone la temporada cuarta, siendo ésta la más extensa de la serie. 24 y 22 son los episodios de la quinta y sexta temporada respectivamente. Sólo de 11 episodios se compone la séptima temporada, viéndose afectada por la huelga de guionistas de Hollywood. La octava temporada de la serie salió al aire el 6 de enero de 2009 por la cadena ABC Studios, con el episodio «My Jerks» con Courtney Cox como nueva actriz. La temporada consta de un total de 18 capítulos, siendo el último emitido el 6 de mayo de 2009 llamado «My Finale».
La novena temporada cuenta con 13 capítulos, dando por finalizada la serie.

### Scrubs: Interns
Durante la octava temporada, la ABC Studios lanzó una serie de webisodios llamada Scrubs: Interns.

## Emisión
En un inicio la serie fue emitida por la cadena de televisión NBC, pero a partir de la octava temporada (enero de 2009) es ABC Studios la compañía a cargo de la producción y se emite por la ABC. En Latinoamérica la serie es emitida por Sony Entertainment Television y en 2021 es emitida por el servicio de streaming Star+.
En canales de televisión internacionales:
- Chile - UCV TV (Canal 5)
- Cuba - Multivisión
- España - Canal+, Cuatro (2007-2009), Neox (2010-2011), #0
- México: XHTV (Canal 5)